# Festival de la Saint-Loup
Le festival de la Saint-Loup (Gouel Sant-Loup ha dañs Breizh en breton), est un festival de musique celtique qui se tient tous les ans à Guingamp dans les Côtes-d'Armor en Bretagne durant la deuxième quinzaine d'août. Créée au XIXe siècle, la fête est depuis 1957 consacrée à la danse bretonne. Le week-end, la Saint-Loup accueille les cercles celtiques dans le cadre du concours national de danses bretonnes organisé par la confédération Kendalc'h, devenue Kenleur. 
Les bagadoù et pipe bands animent chaque année la fête, mais aussi des groupes traditionnels de Galice et des Asturies. Les musiciens et danseurs irlandais compètent l'ambiance celtique. Le chant est également mis en avant chaque soir, qu'il soit breton, gallois, gaélique, français, anglais, corse... L'hymne breton, le Bro gozh ma zadoù est entonné à la fin de la fête, après avoir dansé la dérobée, une danse populaire guingampaise.

## Histoire

### L'origine religieuse: pardon, bal et dérobée

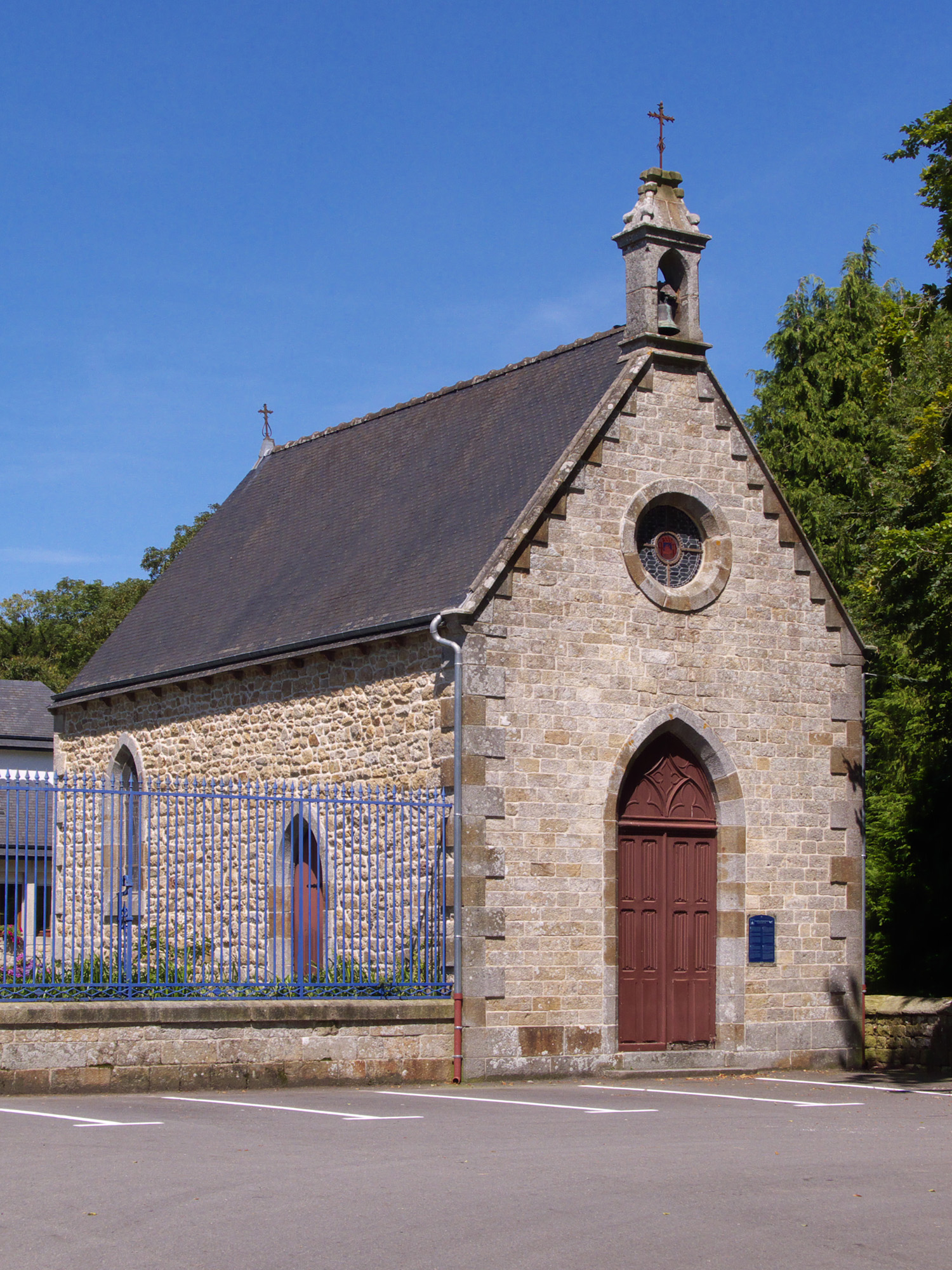
La chapelle Saint-Loup à Pabu.

Le pardon religieux dédié à saint Loup se tenait dans les prairies attenantes au château de Runevarec, en Pabu, appelé Saint-Loup car sa chapelle est dédiée à Loup de Sens. Selon le spécialiste de la danse bretonne, Jean-Michel Guilcher, qui se base sur des témoignages oraux : « L'origine de la fête elle-même remonterait au plus lointain passé. À Guingamp, les fêtes de la Saint-Loup auraient été rétablies dans le premier quart du XIXe siècle, après une interruption durant la période révolutionnaire. L'initiative de la reprise serait venue d'un groupe de bourgeois de la ville. »

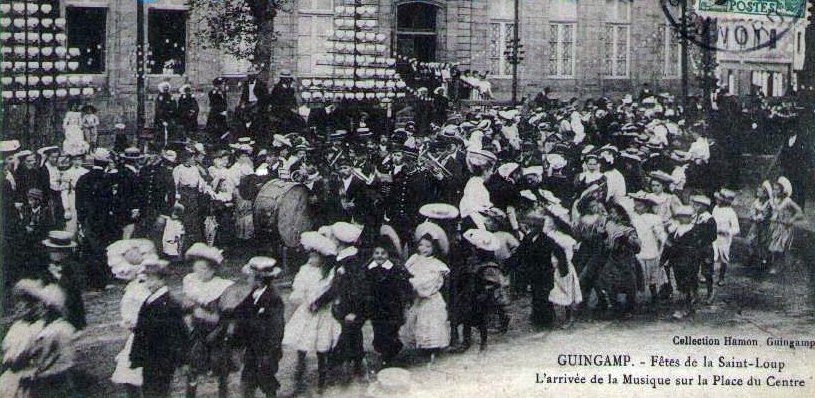
L'arrivée en musique de la dérobée à Guingamp.

En 1848, d'après un article du journal local, le Publicateur des Côtes-du-Nord, on y célèbre la fête le premier week-end de septembre par un pardon suivi d'un bal champêtre ; « on s'en est revenu en ville en dansant sans discontinuer la dérobée et le soir, les danses ont encore repris sur la place du Centre au milieu des illuminations ». Au XIXe siècle, la danse « dérobée » se pratique en cortège depuis Pabu jusqu'à Guingamp suivant plusieurs itinéraires et les danses démarrent au centre-ville vers huit heures du soir d'après le règlement de 1853. En 1850, le prix d'entrée de la place du centre était modique, trente centimes et l'esprit reste bon enfant. Au fur et à mesure, la fête prend de l'ampleur et attire un public venu de plus en plus loin.

### Les animations profanes: danse, culture et société bretonne

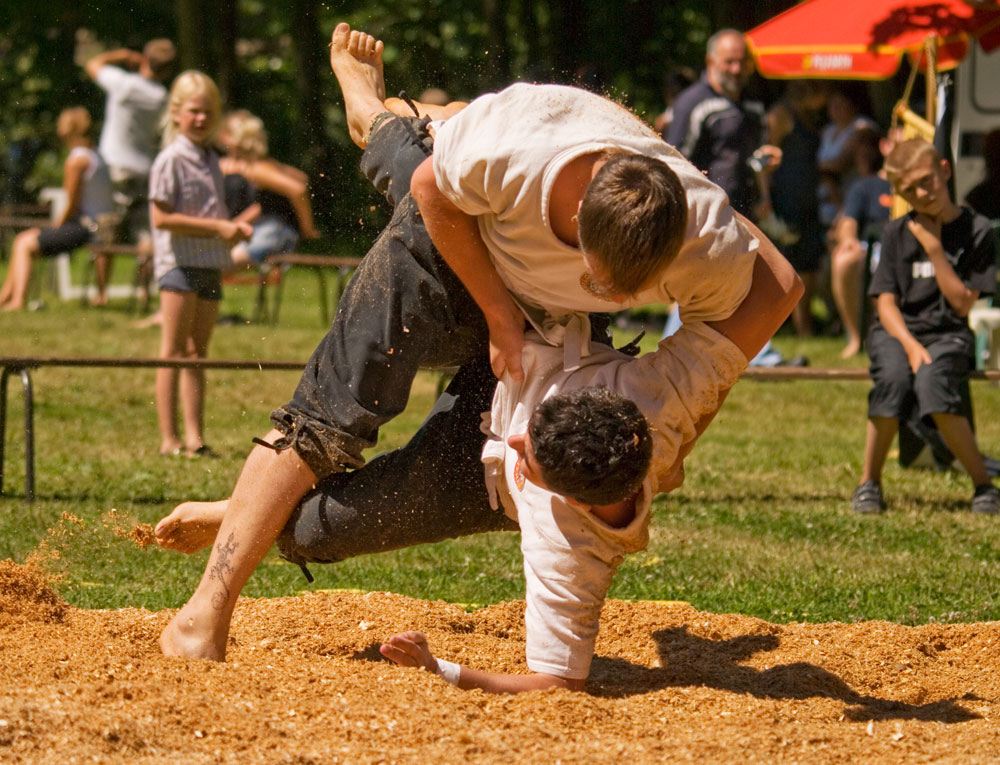
La fête populaire accueille des tournois de gouren.

La ville de Guingamp s'implique de plus en plus dans la fête, financièrement ou dans l'organisation : l'inauguration de la ligne de train Paris-Guingamp en 1863, en 1893 c'est l'inauguration de l'éclairage au gaz, la fête de l'alliance franco-ruse en 1897, la fête aéronautique en 1913, la visite du Président Poincaré en 1923. D'autres animations se rajoutent au programme : dans les années 1870, la soirée du samedi est rajoutée en organisant une retraite aux flambeaux, en 1893 il y a une fête aéronautique et en 1899, des concours de tir aux pigeons et de tir à la carabine sont organisés le lundi matin. Très tôt aussi, la Saint-Loup s'associe à d'autres manifestations bretonnes. En 1900, les réjouissances du pardon s'étalent ainsi sur plus d'une semaine, lorsque l'Union régionaliste bretonne organise un congrès à Guingamp. L'année suivante, toujours en parallèle des fêtes, se tient la première réunion du Gorsedd de Bretagne, inspiré du collège bardique gallois. En 1909, les premiers tournois de gouren, la lutte bretonne, sont organisés le dimanche matin. Cette pratique reste par la suite ancrée dans la fête.

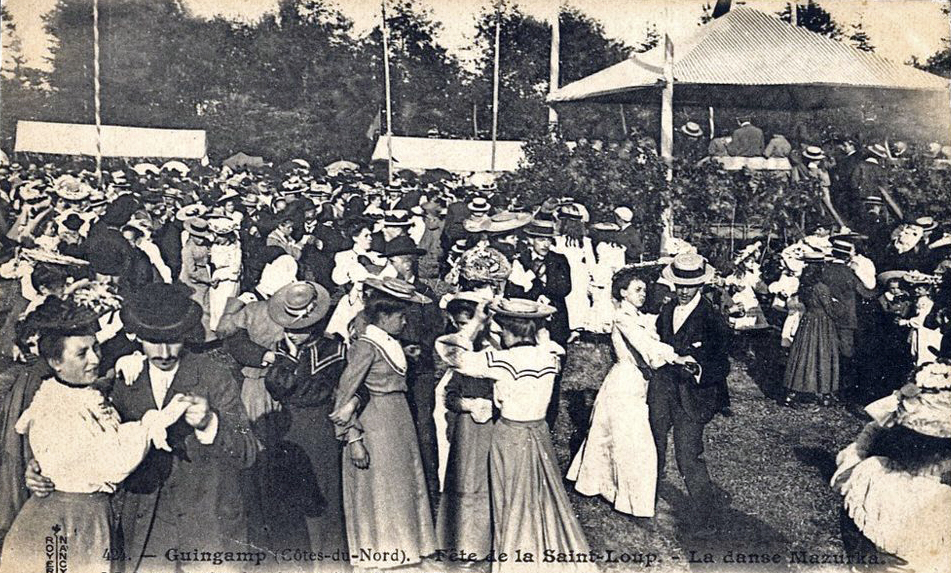
La danse mazurka dans la prairie.

Dans les années 1920, la place importante laissée à la culture bretonne à Guingamp se confirme et la fête à Pabu garde son côté champêtre. Les gens continuent de descendre dans la soirée la rue de Montbareil en dansant la dérobée et en suivant les codes : les enfants en premier, chantant des comptines, puis les adolescents et enfin les adultes, tout le monde en cadence. Jean-Michel Guilcher souligne que la Saint-Loup a conservé plus longtemps qu'ailleurs « le caractère de cortège dansant ouvert à tous, bourgeois, commerçants, employés et artisans. Les participants dansaient tout l'après-midi dans le champ de la Saint-Loup, distant de la ville de deux kilomètres environ. Le répertoire (scottishes, mazurkas, polkas, pas de quatre) était celui des salons, les costumes ceux de la mode parisienne ».

### L'Entre-deux-guerres et le renouveau culturel
Les deux guerres mondiales stoppent momentanément la fête. En 1925, le lundi de la Saint-Loup coïncide avec l'organisation de la fête du Bleun Brug à Guingamp. Elle intègre un défilé historique, avec une duchesse Anne guingampaise, une noce bretonne et de nombreux groupes en costume. Le succès reste mitigé : de tradition radicale et volontiers anticléricale, Guingamp se méfie de ce Bleun Brug jugé trop lié à l'Église. À partir de 1935, la Saint-Loup renforce la place des musiques et danses traditionnelles. Des sonneurs de bombarde et binioù sont conviés chaque année et pour la première fois, en 1937, un cercle celtique, celui de Bégard, intervient en renfort pour danser la dérobée, dont les pas semblent de plus en plus ignorés par la population locale.

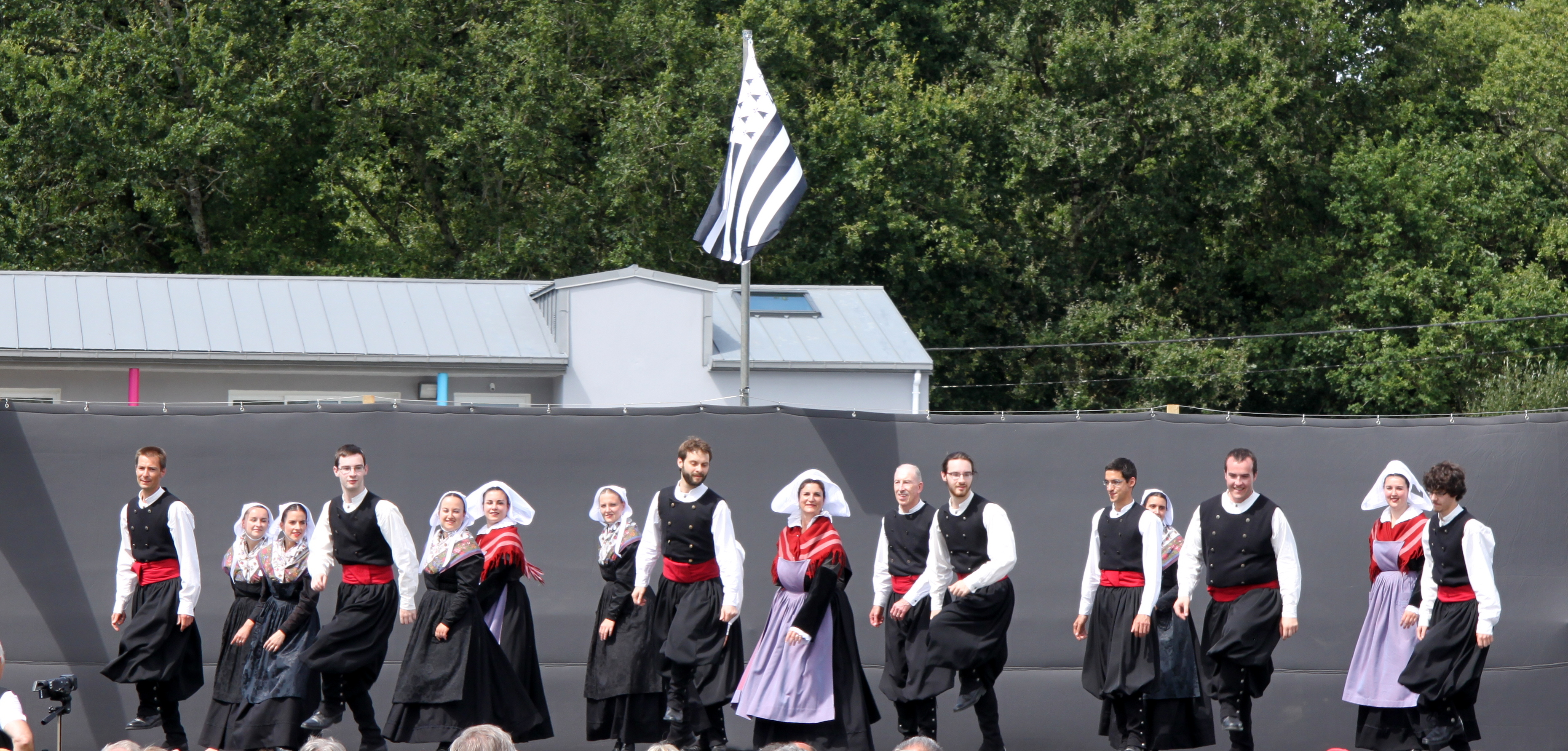
Le cercle Kroaz Hent Gwengamp.

Après 1945, la Saint-Loup peine à retrouver son audience populaire, la pluie rend impraticable le champ de Runvarec et la fête ressemble plus à une sorte de kermesse. Dès 1953, la Saint-Loup se cantonne au centre de Guingamp mais les organisateurs s’interrogent sur la manière de redorer l'attrait de la vieille fête. À partir de 1957, bagadoù et cercles celtiques intègrent la Saint-Loup. La confédération de cercles Kendalc'h et le comité des fêtes ont l'idée de créer une fête qui ressemble à la version contemporaine du festival et qui se déroule mi-août sur deux jours : défilé le samedi soir et danse le dimanche. Depuis 1957, le festival sert de cadre au concours national de danses bretonnes de la confédération Kendalc'h. La première édition de la « nouvelle formule » est un succès ; en présentant la richesse du patrimoine traditionnel, près de 30 000 personnes assistent aux prestations des trente cercles et bagadoù.

### Le revival de la tradition
Dans les années 1970, la musique traditionnelle est en plein renouveau et le grand public découvre la musique bretonne sous un autre jour. Les costumes traditionnels sont revisités, les jupes des danseuses se raccourcissent et les cercles bretons innovent dans leurs chorégraphies, motivés par les créations proposées en concours. En 1985, le comité d'organisation élit un nouveau président, Jean-Pierre Ellien, fondateur du bagad Gwengamp, qui va accompagner une évolution notoire de la Saint-Loup. En effet, à partir des années 1980, le festival se déroule sur neuf jours et à partir de 1990, une journée destinée aux enfants membres de cercles, le Bugale Breizh, est fixée le premier dimanche de juillet.

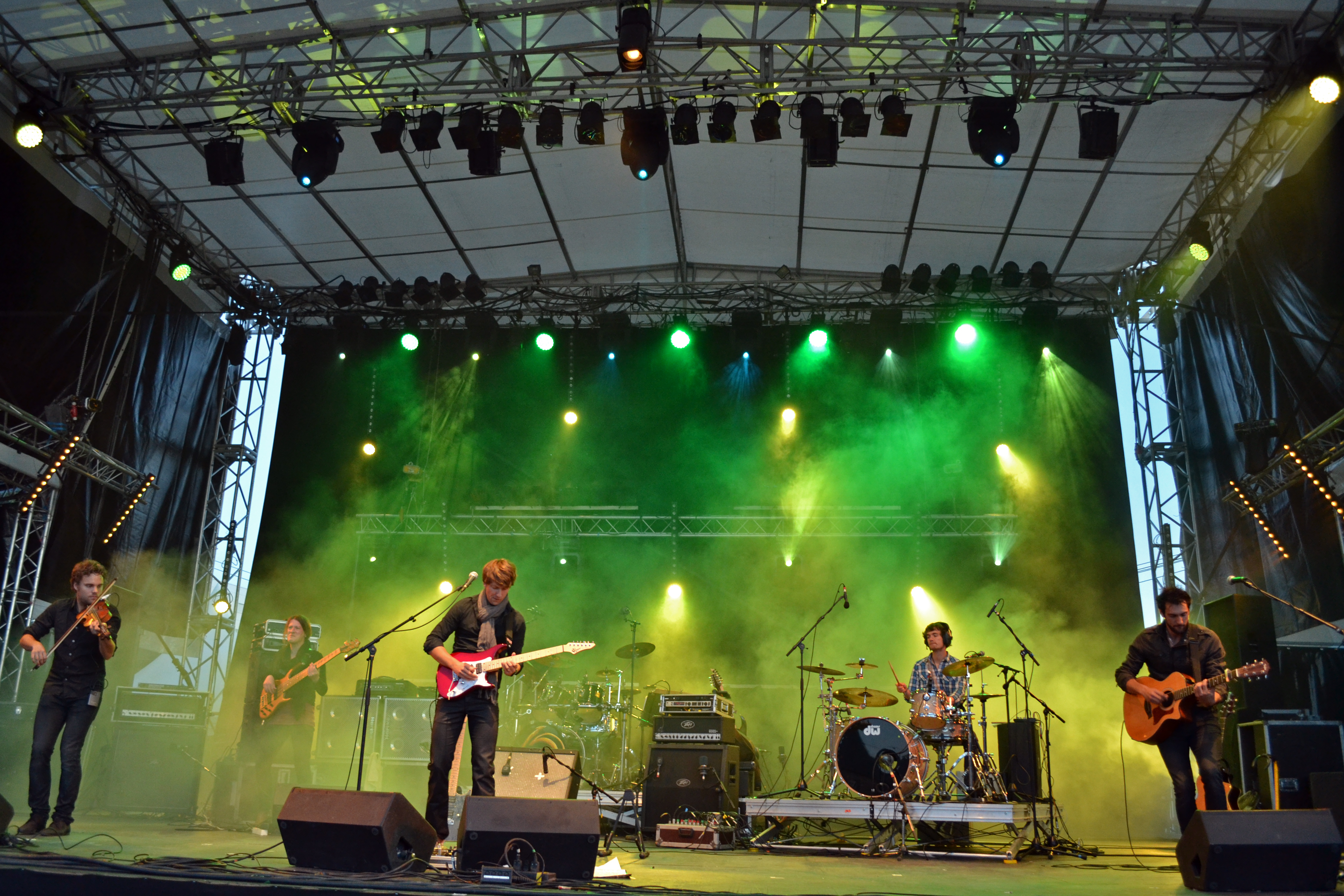
Le rockeur breton-belge Julien Jaffrès sur scène en 2013.

Chaque année, ce rendez-vous de la culture bretonne prend toujours un peu plus d'ampleur : près de 2 500 sonneurs, artistes et danseurs venus de tout le monde celtique (gallois, écossais, irlandais, asturiens, galiciens...) fréquentent la ville du Trégor. Un pipe band écossais défile lors de chaque édition. De nombreuses animations, expositions, fest-noz, concours folkloriques jalonnent la semaine et des concerts ont lieu tous les soirs. En 2007, la 50e édition du festival programme du rock celtique avec Alan Stivell, EV, Red Cardell, Tri Yann ou encore la Galicienne Susana Seivane et la banda de gaitas Zuncurrundullo.
En 2011, un livre écrit par Loïc Le Guillouzer retrace l'histoire du festival depuis les années 1930, accompagné des illustrations de Jeanic Le Voyer. Jean-Pierre Ellien, président du festival depuis 1984, décède le 18 octobre 2013. Hervé Rouault prend sa succession à la présidence du festival. À partir de 2014, les éditions se déroulent sur six jours. En 2018, Soldat Louis y chante une nouvelle chanson, L'eau des Bayous, dans laquelle est fait mention de la Saint-Loup.
À partir de 2019, le Bugale Breizh rejoint la partie week-end du Festival de la Saint-Loup, la journée destinée aux enfants a lieu le Samedi.
Marqué par la pandémie sanitaire, le Festival n’a pas lieu en 2020 et s’organise dans une version réduite sur un seul week-end les 21 et 22 août 2021. Une édition exclusivement gratuite qui s’est déroulée sur 2 scènes : le jardin public et place du petit Vally.

## Programmation

### Années 2010
| Année | Jour        | Artistes |
| ----- | ----------- | --- |
| 2018  | Mardi 14    | Soldat Louis, Les Ramoneurs de Menhirs |
| 2018  | Mercredi 15 | Gauvain Sers, Govrache, Ukraine Gorytsvit |
| 2018  | Jeudi 16    | The Celtic Social Club, Bagad de Vannes Melinerion |
| 2018  | Vendredi 17 | Outside Duo, Danceperados Of Ireland |
| 2018  | Samedi 18   | Fest-noz, concours |
| 2018  | Dimanche 19 | championnat de danse, spectacles traditionnels, fest-noz de clôture |
| 2017  | Mardi 15    | Gwennyn, World Wild Orchestra |
| 2017  | Mercredi 16 | Susana Seivane, Eostiged ar Stangala |
| 2017  | Jeudi 17    | Bagad de Lann-Bihoué et cercle du Croisty, Ronan Le Bars Group |
| 2017  | Vendredi 18 | Gérald de Palmas, Awatiñas Bolivie |
| 2017  | Samedi 19   | Fest-noz |
| 2017  | Dimanche 20 | spectacles traditionnels, animations gratuites et fest-noz de clôture |
| 2017  | Lundi 21    | Amir |
| 2016  | Mardi 16    | Marina Kaye |
| 2016  | Mercredi 17 | Kabardino-Balkarie (Russie), Treizour (cercle celtique de Douarnenez, Annie Ebrel, Marthe Vassalo) |
| 2016  | Jeudi 18    | Miossec, Colline Hill |
| 2016  | Vendredi 19 | Denez, Nolwenn Korbell |
| 2016  | Samedi 20   | Carré Manchot |
| 2016  | Dimanche 21 | spectacles traditionnels, fest-noz (Bour-Bodros...) |
| 2015  | Mardi 18    | Fréro Delavega |
| 2015  | Mercredi 19 | Buzz Buddies, The Very Bras Stal, défilé de mode et danses Kendalc'h |
| 2015  | Jeudi 20    | Sanfuego, « Dañs Akademi » avec Eric Marchand |
| 2015  | Vendredi 21 | Carlos Nuñez avec le Bagad Gwengamp, The World Wind Orchestra, Orchestre communautaire de Guingamp |
| 2015  | Samedi 22   | « Des modes et nous » (défilé de costumes et concours), spectacle folklorique, fest-noz |
| 2015  | Dimanche 23 | Fest-noz |
| 2014  | Dimanche 17 | défilés, concert de bagadoù, spectacle folklorique avec six bagadoù et quatre cercles, finale du championnat Dañs Excellañs de la confédération Kendalc'h, tournoi de gouren, fest-noz de clôture                                                                                      |
| 2014  | Samedi 16   | challenge de la Dérobée et soirée fest-noz |
| 2014  | Vendredi 15 | après-midi traditionnel (bagadoù et cercles des Côtes-d'Armor) et soirée rock celtique (Raggalendo, Gérard Jaffrès) |
| 2014  | Jeudi 14    | Renan Luce, Alte Voce (ensemble corse), Les Souillés de fond de cale et le Bagad de Plouha |

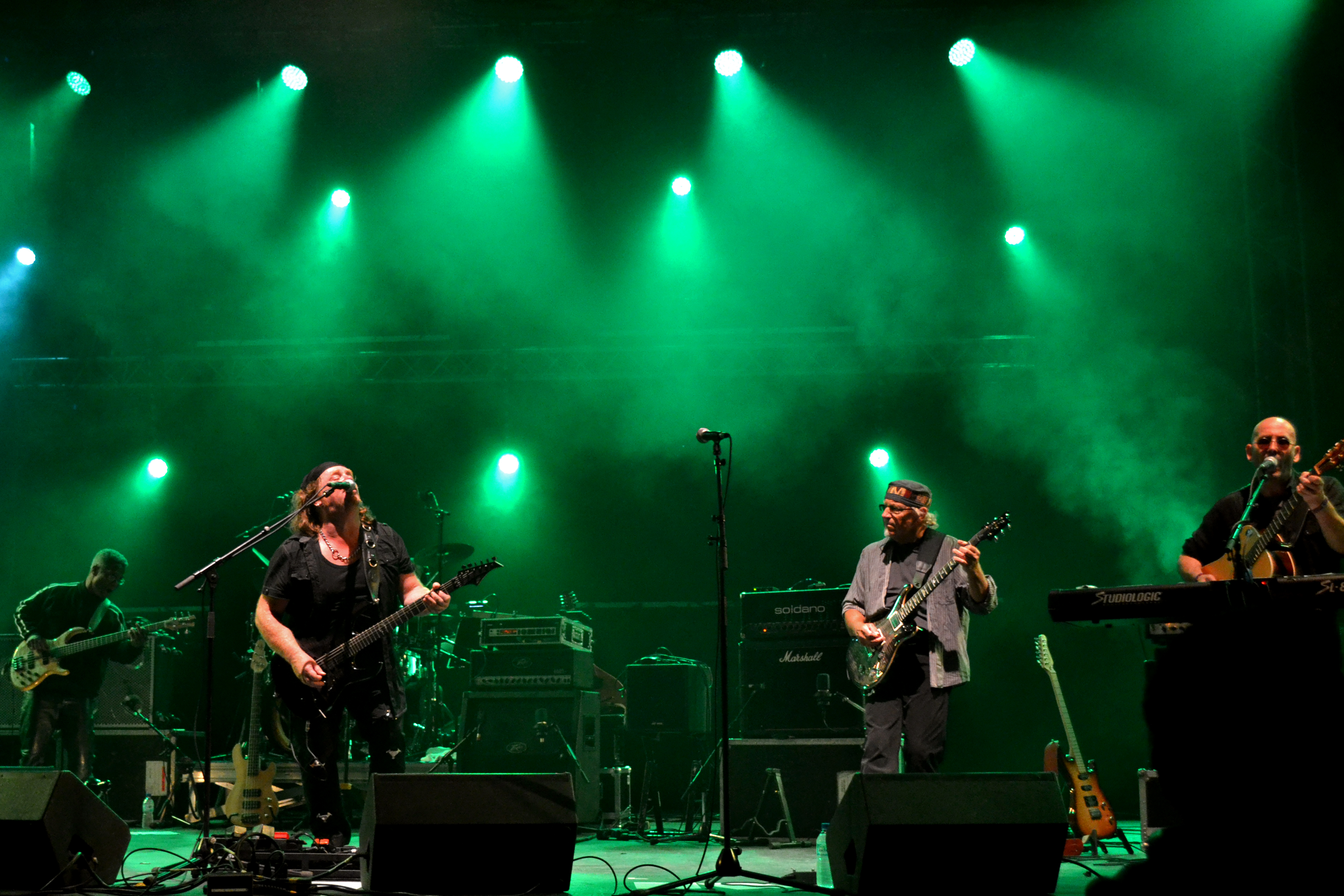
Pat O'May et Martin Barre le 12 août 2013

| 2014  | Mercredi 13 | Thomas Fersen, Ronan Le Bars (uilleann pipe), CoverTramp (réplique de Supertramp) |
| 2014  | Mardi 12    | Capercaillie, BreizhaRock, Eostiged ar Stangala |
| 2013  | Dimanche 18 | spectacles |
| 2013  | Samedi 17   | concours national de danse bretonne, challenge de la dérobée, fest-noz |
| 2013  | Vendredi 16 | Dominique Dupuis, Dan Ar Braz et le bagad Kemper |
| 2013  | Jeudi 15    | défilé, spectacle folklorique, Tradans 22, soirée musicale Asturies et Galice |
| 2013  | Mercredi 14 | Ronan Le Bars Groupe, Catherine Lara |
| 2013  | Mardi 13    | les Breuvachons, création anniversaire du bagad de Lann-Bihoué avec le cercle du Croisty |
| 2013  | Lundi 12    | soirée rock celtique avec Julien Jaffrès, Pat O'May et Martin Barre |
| 2013  | Dimanche 11 | soirée irlandaise l'Irlande avec le groupe Lúnasa et le spectacle « West Connemara Story » |
| 2013  | Samedi 10   | carte blanche au cercle de Pommerit-le-Vicomte, création Bahoteries du bagad Roñsed-Mor |
| 2012  | Dimanche 19 | défilé, concours national de la danse bretonne, spectacle folklorique, dérobée finale, fest-noz |
| 2012  | Samedi 18   | challenge de la dérobée, concours national de danse bretonne, fest-noz avec les Frères Morvan, Kedal... |
| 2012  | Vendredi 17 | I Muvrini, The Camelon & District pipe band (Écosse) |
| 2012  | Jeudi 16    | Nuit magique de l'Irlande avec Martin O'Connor et le spectacle Avalon Celtic Dances |
| 2012  | Mercredi 15 | défilé, spectacle folklorique, dérobée finale, Tradans 22 avec les cercles de Lanvollon, Trégueux et Pordic, soirée musicale (Bretagne, Écosse, Asturies, Galice) |
| 2012  | Mardi 14    | Hugues Aufray, Banda de Gaitas Fonte Fuécara (grande création asturienne) |
| 2012  | Lundi 13    | Merzhin, Breizharock (bagad, Pat O'May, Soïg Sibéril...) |
| 2012  | Dimanche 12 | Soldat Louis, Bayati |
| 2012  | Samedi 11   | Gilles Servat, Shantalla |
| 2011  | Dimanche 21 | concours de la danse bretonne, concert des bagadoù et groupes étrangers, concours de musiques solistes (bretonne, écossaise, pipebroc'h), défilé, spectacle folklorique (Bretagne, Écosse, Asturies, Galice), tournoi international de gouren, grande dérobée finale et fest-noz final |
| 2011  | Samedi 20   | fest-noz de la Saint-Loup avec Pevar Den, les Frères Morvan, les frères Cornic et Ker Lutin, challenge de la dérobée, concours national de la danse bretonne, création autour des danses du pays gallo-vannetais                                                                       |
| 2011  | Vendredi 19 | Tri Yann, Lleuwen (Pays de Galles) |
| 2011  | Jeudi 18    | Red Cardell, The Levellers |
| 2011  | Mercredi 17 | Nolwenn Leroy, "Xideces" (Gaïtas Llacin et Felpeyu) |
| 2011  | Mardi 16    | Celtic Legends, nuit magique de l'Irlande, Doolin |
| 2011  | Lundi 15    | défilé des groupes (bagadoù et cercles), spectacle folklorique, soirée musicale Écosse, Asturies et Galice, dérobée finale |
| 2011  | Dimanche 14 | Cécile Corbel, "Glenmor l'insoumis" (hommage à Glenmor) |
| 2011  | Samedi 13   | Bleuniadur ("Deuit Ganin"), "Swingkalon" (cercle de Quimperlé et Evit Dans) |
| 2010  | Dimanche 22 | bagadous et groupes étrangers, concours de musique soliste, défilé, grand spectacle folklorique, concours national de danse bretonne, tournoi international du Gouren, grande dérobée finale, fest-noz final                                                                           |
| 2010  | Samedi 21   | concours national de la danse bretonne, création autour des danses du Pays de Rennes, fest-noz |
| 2010  | Vendredi 20 | Ronan Le Bars et Nicolas Quéméner, Denez Prigent |
| 2010  | Jeudi 19    | I Muvrini avec Alte Voce, La Talvera |
| 2010  | Mercredi 18 | Amzer Bretagne (création avec Yann-Fañch Kemener, Aldo Ripoche et le groupe Diese 3), Shaskeen |
| 2010  | Mardi 17    | soirée rock-pop music maker, The Silencers |
| 2010  | Lundi 16    | Kroas Hent Gwengamp et Dekoeff, création chorégraphique et musicale |
| 2010  | Dimanche 15 | défilé des groupes et bagads, festival traditionnel des Côtes-d'Armor, dérobée finale |
| 2010  | Samedi 14   | Toss, Alan Stivell |